# 燃ゆる灰
『燃ゆる灰』（原題：Ashes Are Burning）は、イギリスのプログレッシブ・ロック・バンド、ルネッサンスが1973年に発表した4作目のスタジオ・アルバム。アニー・ハズラム加入後としては2作目に当たる。

## 背景
6曲中5曲の作曲を担当したマイケル・ダンフォードは、本作のクレジットではゲスト扱いだったが、後にルネッサンスの正式メンバーとなっている。「オン・ザ・フロンティア」は、バンドの旧メンバーであるジム・マッカーティの所属バンド「シュート」の曲で、マッカーティ自身は、この曲をルネッサンスに提供したのか、それともルネッサンスからカヴァーしたいという申し出を受けたのかは覚えていないと語っている。
タイトル曲ではウィッシュボーン・アッシュのアンディ・パウエルがギター・ソロを弾いた。パウエルは、ジョン・タウトがルネッサンス加入前に「ルパーツ・ピープル」で活動していた頃からの知り合いで、更にルネッサンスとウィッシュボーン・アッシュは同じマネージメントに所属しており、タウトは既にウィッシュボーン・アッシュのアルバム『百眼の巨人アーガス』にゲスト参加していたという縁があった。
本作のジャケットはヒプノシスによってデザインされ、メンバー4人の写真が見開きジャケットの表から裏にかけて使用されているが、メンバーの表情・服装・立ち位置が微妙に異なる2種類のヴァージョンが存在する。

## 反響・評価
アメリカでは1973年9月22日付のBillboard 200で初登場178位となり、翌週には最高171位を記録して、合計4週トップ200入りした。
Bruce Ederはオールミュージックにおいて5点満点中4点を付け「タイトル曲は、当時のプログレッシブ・ロック界における大作の中でも突出した曲の一つであり、その他の曲に関しても、フォーク色の強い"Carpet of the Sun"から印象派的な"At the Harbour"まで、いずれも忘れがたいほど美しく活気がある」と評している。『ローリング・ストーン』誌が2015年に選出した「オールタイム・グレイテスト・プログ・ロック・アルバム50」では31位にランク・インした。

## リイシュー
1991年に日本で初CD化された際には、「渚にて」がショート・ヴァージョンに差し替えられていたが、2001年再発CDは、アルバム本編には「渚にて」のオリジナル・ヴァージョンが収録され、ショート・ヴァージョンもボーナス・トラック扱いで収録された。また、2010年に発売されたSHM-CD (TOCP-95066)も、2001年盤と同様の仕様となっている。

## 収録曲
作詞は全曲ともベティ・サッチャーにより、作曲は3.がジム・マッカーティ、その他の曲はマイケル・ダンフォードによる。
1. キャン・ユー・アンダースタンド "Can You Understand?" – 9:51
2. レット・イット・グロウ "Let It Grow" – 4:17
3. オン・ザ・フロンティア "On the Frontier" – 4:56
4. カーペット・オブ・ザ・サン "Carpet of the Sun" – 3:34
5. 渚にて "At the Harbour" – 6:47
6. 燃ゆる灰 "Ashes Are Burning" – 11:25

### 2001年再発CD (TOCP-65593)ボーナス・トラック
1. 渚にて（ショート・ヴァージョン） "At the Harbour (Short Version)" – 3:18

## 参加ミュージシャン
- アニー・ハズラム - ボーカル
- ジョン・タウト - キーボード、バッキング・ボーカル
- ジョン・キャンプ - エレクトリックベース、バッキング・ボーカル
- テレンス・サリヴァン - ドラムス、パーカッション、バッキング・ボーカル

アディショナル・ミュージシャン
- マイケル・ダンフォード - アコースティック・ギター
- アンディ・パウエル - エレクトリック・ギター(on #6)
- リチャード・ヒューソン - ストリングス・アレンジ(on #1, #4)